# Luis Regueiro Urquiola
Luis Regueiro Urquiola (22 de desembre de 1943) és un exfutbolista mexicà. El seu pare fou el també futbolista Luis Regueiro Pagola.

## Selecció de Mèxic
Va formar part de l'equip mexicà a la Copa del Món de 1966.